# Bennettazhia
Bennettazhia es un género extinto de pterosaurio (reptil volador).
En 1928 Charles Gilmore nombró una nueva especie de Pteranodon: P. oregonensis. Un húmero (holotipo MPUC V.126713), dos vértebras dorsales y el extremo roto de la articulación de algún hueso habían sido desenterrados de los lechos del Cretácico Inferior (Albiense) en la formación Hudspeth en el Condado Wheeler, en el estado de Oregón, EE. UU., al cual debe su nombre científico de especie. Gilmore notó similitudes a Nyctosaurus aunque los especímenes eran mayores.
En 1989 S. Christopher Bennett concluyó que los restos podían pertenecer a los de un miembro de la familia Azhdarchidae en vez de ser de un pteranodóntido. El paleontólogo ruso Lev Nesov por lo tanto en 1991 nombró un nuevo género de azdárquido: Bennettazhia. El nombre del género honra a Bennett combinando su apellido con la palabra uzbeka azh, «dragón», una referencia a Azhdarcho, el género tipo de Azhdarchidae. El propio Bennett cambió su opinión y estableció que el género pertenecía a la familia Dsungaripteridae. Wellnhofer (1991), Peters (1997), Kellner (2003) y Unwin (2003) se limitaron a establecerlo como un Pterodactyloidea incertae sedis.
En 2007 el biólogo estadounidense Michael Habib reveló el resultado de un estudio hecho mediante un escáner TAC del espécimen tipo. El húmero, de 183 milímetros de largo, no se encuentra dañado, lo cual es poco frecuente para un fósil de pterosaurio y por lo tanto ofrecía una rara oportunidad de investigar la estructura ósea. Aparte de la delgada pared del hueso, el húmero estaba lleno con un tejido esponjoso consistente de hueso trabecular, muy delgadas capas de hueso y puntales, que formaban una estructura ligera pero fuerte. Habib infirió que dicha fuerza podría haber permitido a incluso los mayores pterosaurios impulsarse a sí mismos desde el suelo usando sus miembros delanteros. La misma investigación hizo posible una mejor clasificación del animal. El húmero tiene una alargada cresta deltopectoral sin deformar. Tanto los dsungariptéridos como los azdarcoideos muestran esta característica, pero solo el último grupo es caracterizado por tener una muy fina pared ósea exterior. Habib concluyó que Bennetazhia era un miembro de Azhdarchoidea, un grupo más extenso que la familia Azhdarchidae.